# Bad Zell
Bad Zell – uzdrowiskowa gmina targowa w Austrii, w kraju związkowym Górna Austria, w powiecie Freistadt. Liczy 2 829 mieszkańców.